# Cedral, Veracruz
Cedral är en ort i Mexiko.   Den ligger i kommunen Ixcatepec och delstaten Veracruz, i den sydöstra delen av landet, 230 km nordost om huvudstaden Mexico City. Cedral ligger 274 meter över havet och antalet invånare är 212.
Terrängen runt Cedral är huvudsakligen platt. Cedral ligger uppe på en höjd. Runt Cedral är det ganska tätbefolkat, med 72 invånare per kvadratkilometer. Närmaste större samhälle är Tantoyuca, 16,6 km nordväst om Cedral. Trakten runt Cedral består till största delen av jordbruksmark.